# Tarrantia
Tarrantia é um gênero extinto de pequenos vegetais datados do início do Devoniano. Os caracteres diagnósticos são eixos nus de lados paralelos ramificandos isotomicamente, terminando em esporângios solitários elípticos a ovados com altura maior que a largura.  As relações do gênero não são claras pois muitos detalhes anatômicos permanecem desconhecidos. possívelmente é um riniófito.

## Espécie
A única espécie conhecida é do País de Gales.